# زنان در جایگاه قدرت
زنانی که در مناصب قدرت هستند، زنانی هستند که شغلی دارند که به آنها اقتدار، نفوذ اجتماعی یا مسئولیت زیادی می‌بخشد. از نظر تاریخی، قدرت بین جنسها به‌طور متفاوتی توزیع شده‌است. قدرت و مواضع قدرتمند در بیشتر مواقع با مردان در ارتباط با زنان بوده‌اند. با افزایش برابری جنسیتی، زنان به دلیل سیاستگذاری و اصلاحات اجتماعی مناصب قدرتمندتر و بیشتری را به دست می‌آورند.
نشان داده شده‌است که نمایندگی دقیق و متناسب زنان در سیستم‌های اجتماعی برای موفقیت طولانی مدت نژاد بشر مهم است. علاوه بر این، یک مطالعه نشان می‌دهد که «غیبت صرفاً نشانه ضرر و حق محرومیت نیست، بلکه کنار گذاشتن زنان از مناصب قدرت نیز کلیشه‌های جنسیتی را ترکیب می‌کند و سرعت تساوی را عقب می‌اندازد».